# Стилман Вали (Илиноис)
Стилман Вали (енгл. Stillman Valley) град је у америчкој савезној држави Илиноис.

## Демографија
По попису из 2010. године број становника је 1.120, што је 72 (6,9%) становника више него 2000. године.
| Група             | 2000.         | 2010.         |
| Белци             | 1.011 (96,5%) | 1.066 (95,2%) |
| Афроамериканци    | 3 (0,3%)      | 2 (0,2%)      |
| Азијати           | 4 (0,4%)      | 5 (0,4%)      |
| Хиспаноамериканци | 15 (1,4%)     | 41 (3,7%)     |
| Укупно            | 1.048         | 1.120         |